# Дегерхамн
Дегерхамн (на шведски: Degerhamn) е населено място в югозападната част на шведския остров Йоланд, разположено в община Мьорбюлонга, лен Калмар. Населението на Дегерхамн е 331 души (към 31 декември 2010). В Дегерхамн е разположен циментен завод (Cementa AB), който осигурява работа на 75 души .
Разрастването на населеното място е в резултат на построеното пристанище между 1892 и 1893 година и последвалото разширение през 1923-1924 година. Пристанището в Дегерхамн е използвано за транспортирането на цимент, варовик и желязо.
Населеното място Дегерхамн представлява индустриализирано пристанище. Циментовата индустрия, заедно с пристанището осигуряват поминък на почти цялото население. Риболовът все още е препитание, но е значително по-ограничен от колкото в миналото. Интересна особеност на пристанището са трите вятърни турбини за производство на електроенергия.
В Дегерхамн има музей на морското дело, който представя животът край морето на остров Йоланд. Част от изложбите в музея са посветени на циментовата индустрия, а друга на морските съдове свързани с историята на Дегерхамн. Близо до музея е разположен и морски фар, висок 9 m. Този морски фар е превърнат в музеен експонат, събирателен за целия остров. Светещата част на фара е принадлежала на друг фар от острова, а в самия музей показва вещи принадлежали на пазителя на фара „Дългият Ян“.

## Динамика на населението
Населението на Дегерхамн намалява през последните няколко десетилетия .